# Jesper Ole Feit Andersen
Jesper Ole Feit Andersen (født 26. august 1985 i Kolding) er en dansk skuespiller. 
Jesper Ole Feit Andersen er uddannet fra Det Danske Filmskuespillerakademi i 2009.
I 2023 deltog han i sæson 7 af Stormester.

## Filmografi

### Film
| År   | Titel                                  | Rolle            | Noter |
| ---- | -------------------------------------- | ---------------- | ----- |
| 2012 | Hvidsten Gruppen                       | Barner Andersen  |       |
| 2016 | Vindmøllernes sus                      | Jan              |       |
| 2018 | Lykke-Per                              | Fængselsvagt     |       |
| 2020 | Retfærdighedens ryttere                | Leif             |       |
| 2020 | Lille sommerfugl                       | Alf              |       |
| 2021 | Krummerne - Det er svært at være 11 år | Lærer Jansen     |       |
| 2022 | Elsker dig for tiden                   | Samfundsdebattør |       |
| 2023 | Jomfruer fra rummet                    | Lærer            |       |
| 2023 | Englemageren                           | Alex             |       |

### Tv-serier
| År        | Titel                           | Rolle                | Noter        |
| --------- | ------------------------------- | -------------------- | ------------ |
| 2016      | Badehotellet                    | Kameramand           | 1 episode    |
| 2017      | Generation SoMe                 | Flere                | 6 episoder   |
| 2018      | Klovn                           | Kok                  | 1 episode    |
| 2018      | Klassens perfekte jul           | Michael              | 9 episoder   |
| 2018      | Hånd i hånd                     | Ekspedient           | 1 episode    |
| 2019      | Mellem os                       | Mogens               | 2 episoder   |
| 2019      | Undskyld, Norge                 | Journalist           | 5 episoder   |
| 2020      | Når støvet har lagt sig         | Peter                | 3 episoder   |
| 2020      | Hotel Paradis                   | Dan                  | 8 episoder   |
| 2020      | Gro & Blå - Redder Fuglene      | Arne Bjarne Bendtsen | 7 episoder   |
| 2020      | De kongelige statuer            | Kim Mamon            | 2 episoder   |
| 2020      | '"Oda Omvendt                   | Keldsen              | 9 episoder   |
| 2018-2021 | 29                              | Tobias               | 16 episoder  |
| 2021      | Sommerdahl                      | Jesper Pedersen      | 2 episoder   |
| 2021      | Fars Drenge                     | Burger Bjørn         | 1 episode    |
| 2021      | Kastanjemanden                  | Nylander's assistant | 3 episoder   |
| 2021      | Blå bog for evigt               | Konrad               | 5 episoder   |
| 2022      | Carmen Curlers                  | Carl                 | 1 episoder   |
| 2022      | Hvorfor snakker vi ikke om mig? | Flere                | 12 episoder  |
| 2018-2022 | Sygeplejeskolen                 | Finn Jönsson         | 23 episoder  |
| 2024      | De bedste år                    | Sigurd               | 5 episoder   |
| 2017-2024 | Klassen                         | Michael              | 150 episoder |

### Øvrige optrædener
| År   | Program                | Rolle    |
| ---- | ---------------------- | -------- |
| 2023 | Stormester             | Deltager |
| 2023 | LOL: Den der ler sidst | Deltager |